# Itoshima
Itoshima (糸島市?) è una città giapponese della prefettura di Fukuoka. È stata formata il 1º gennaio 2010 dalla fusione della città di Maebaru con i comuni di Nijō e Shima, che formavano il Distretto di Itoshima.